# Robin Widdows
Robin Michael Widdows (* 27. Mai 1942 in Cowley, England) ist ein ehemaliger britischer Automobilrennfahrer.

## Karriere

### Bobsport
Widdows war Anfang der 1960er-Jahre einer der besten britischen Bob-Piloten. Als Mitglied des britischen Viererbobs nahm er an den Olympischen Winterspielen 1964 in Innsbruck (13. Platz) und 1968 in Grenoble teil (8. Platz).

### Motorsport
Seine ersten Erfolge im Motorsport feierte Widdows Mitte der 1960er-Jahre. 1965 gewann er auf einem Lotus 23 die britische Autosport-Class-C-Meisterschaft, in der nächsten Saison startete er in der Formel 3. Von Freunden finanziell unterstützt stieg Widdows 1967 in die Formel-2-Europameisterschaft ein. Der Höhepunkt des Jahres war der Sieg beim Rhein-Cup in Hockenheim.
1968 hatte er seinen einzigen Auftritt in der Formel 1. Die Teamführung des einst erfolgreichen Cooper-Teams stellte ihm einen Cooper T86B-B.R.M. für den Großen Preis von Großbritannien in Brands Hatch zur Verfügung. Nach Problemen mit der Zündung musste Widdows jedoch aufgeben.
1969 fuhr Widdows wieder in der Formel 2. Für das Team von Bob Gerard gewann er den Lottery-Grand-Prix und wurde Zweiter in Reims. Außerdem nahm er für Matra an Sportwagenrennen teil. Mit Nanni Galli wurde er Siebter bei den 24 Stunden von Le Mans. Nach einer weiteren Saison in der Formel 2 trat Widdows Ende der Saison 1970 überraschend vom Rennsport zurück.

## Statistik

### Le-Mans-Ergebnisse
| Jahr | Team             | Fahrzeug              | Teamkollege | Platzierung | Ausfallgrund |
| ---- | ---------------- | --------------------- | ----------- | ----------- | ------------ |
| 1969 | Equipe Matra Elf | Matra-Simca MS630/650 | Nanni Galli | Rang 7      |              |

### Einzelergebnisse in der Sportwagen-Weltmeisterschaft
| Saison | Team                         | Rennwagen            | 1   | 2   | 3   | 4   | 5   | 6   | 7   | 8   | 9   | 10  | 11  | 12  | 13  | 14  |
| ------ | ---------------------------- | -------------------- | --- | --- | --- | --- | --- | --- | --- | --- | --- | --- | --- | --- | --- | --- |
| 1966   | BMC                          | MGB                  | DAY | SEB | MON | TAR | SPA | NÜR | LEM | MUG | CCE | HOK | SIM | NÜR | ZEL |     |
| 1966   | BMC                          | MGB                  |     |     |     |     | 11  |     |     |     |     |     |     |     |     |     |
| 1967   | Edward Nelson                | Ford GT40            | DAY | SEB | MON | SPA | TAR | NÜR | LEM | HOK | MUG | BRH | CCE | ZEL | OVI | NÜR |
| 1967   | Edward Nelson                | Ford GT40            | DNF |     |     |     |     |     |     |     |     |     |     |     |     |     |
| 1968   | Sportscars Unlimited         | Lola T70             | DAY | SEB | BRH | MON | TAR | NÜR | SPA | WAT | ZEL | LEM |     |     |     |     |
| 1968   | Sportscars Unlimited         | Lola T70             |     |     | DNF |     |     |     |     |     |     |     |     |     |     |     |
| 1969   | Sportscars Switzerland Matra | Lola T70 Matra MS650 | DAY | SEB | BRH | MON | TAR | SPA | NÜR | LEM | WAT | ZEL |     |     |     |     |
| 1969   | Sportscars Switzerland Matra | Lola T70 Matra MS650 |     |     | 21  | DNF |     |     |     | 21  | DNF |     |     |     |     |     |